# Château de Lorgerie
Le Château de Lorgerie ou Château de l'Orgerie est un château français situé à Averton, dans le département de la Mayenne et la région des Pays de la Loire. Il est situé à 6 kilomètres au Nord du bourg, dans la Forêt de Pail ; le lieu était anciennement de Villepail. Lorgerie est aussi un ruisseau affluent de celui du Vieil-Averton ; sa longueur est de 2 350 m. 

## Désignation
- Lorgerie, château et chapelle (Hubert Jaillot).
- Château de Lorgerie (Carte de Cassini).
- La chapelle Saint-Hubert, près le château de l'Orgerie, qui a un chapelain résidant (Pierre-François Davelu).
- La Lorgerie (Carte d'État-Major).

## Histoire
C'était un simple rendez-vous de chasse des seigneurs d'Averton, où mourut, le 29 septembre 1638, François II de Faudoas d'Averton. Le 17 août 1797, le château est signalé comme le repaire de brigands armés, empanachés de rubans blancs, accusés de meurtres.

## Description
Le château a été obtenu par le doublement et l'allongement de l'ancien rendez-vous de chasse construit par François d'Averton et où il voulut mourir. Actuellement le corps de bâtiment précédé d'un perron à double rampe, sur lequel ouvrent quatre portes et fenêtres cintrées, est flanqué de deux pavillons, celui du levant relié par une galerie à la chapelle. 

## Chapelle
La chapelle est dédiée à saint Hubert, dotée par François d'Averton, par testament passé le 20 novembre 1637 devant Guillaume Bourillon, notaire au Mans. A l'autel deux colonnes de granit, qu'on dit provenir du Château d'Averton, soutiennent un fronton en pierre blanche. La chapelle est dite par François de Faudoas d'Averton, dans son testament du 20 novembre 1637, « fondée en celle qu'il a fait bastir à Lorgerie, en la forest de Pail. » Il y nommait pour premier titulaire Jacques Laigneau et donnait pour le service de la chapelle la métairie de la Rouillardière, de Crennes

## Seigneurs[1]
Les seigneurs furent toujours ceux du Bourg d'Averton.
François-Louis-Charles de Foucault, député et sous-préfet d'Ancenis sous la seconde Restauration, épousa Marie de Soudeille, fille de Marie-Anne de Bernouville, et conserva l'héritage de sa femme, savoir : le château de Lorgerie et les 2/5 de la Forêt de Pail, tandis que le reste, avec le Château d'Averton, devenait pour 380 000 francs, en 1812, la proie de la Bande noire,.

## Sources et bibliographie
- « Château de Lorgerie », dans Alphonse-Victor Angot et Ferdinand Gaugain, Dictionnaire historique, topographique et biographique de la Mayenne, Laval, A. Goupil, 1900-1910 [détail des éditions] (BNF 34106789, présentation en ligne)